# Campionati mondiali di short track 2013
I Campionati mondiali di short track 2013 sono stati la 33ª edizione della competizione organizzata dalla International Skating Union. Si sono svolti dall'8 al 10 marzo 2013 presso il Főnix Hall di Debrecen, in Ungheria.

## Calendario
| Data     | Ora (UTC+1) | Gara                            |
| -------- | ----------- | ------------------------------- |
| 8 marzo  | 13:20       | 1500 m U/D - batterie           |
| 8 marzo  | 14:02       | 1500 m U/D - semifinali         |
| 8 marzo  | 14:51       | 1500 m U/D - finali             |
| 8 marzo  | 15:22       | staffetta 3000 m D - semifinali |
| 9 marzo  | 12:30       | 500 m U/D - preliminari         |
| 9 marzo  | 14:11       | 500 m U/D - batterie            |
| 9 marzo  | 15:02       | 500 m U/D - quarti di finale    |
| 9 marzo  | 15:39       | 500 m U/D - semifinali          |
| 9 marzo  | 16:06       | 500 m U/D - finali              |
| 9 marzo  | 16:34       | staffetta 5000 m U - semifinali |
| 10 marzo | 11:00       | 1000 m U - preliminari          |
| 10 marzo | 11:59       | 1000 m U/D - batterie           |
| 10 marzo | 13:12       | 1000 m U/D - quarti di finale   |
| 10 marzo | 13:57       | 1000 m U/D - semifinali         |
| 10 marzo | 14:28       | 1000 m U/D - finale             |
| 10 marzo | 14:57       | 3000 m U/D - finale             |
| 10 marzo | 15:33       | staffetta 3000 m D - finale     |
| 10 marzo | 15:43       | staffetta 5000 m U - finale     |

## Podi

### Uomini
| Evento                         | Oro                                                                 | Tempo    | Argento                                                                  | Tempo    | Bronzo                                                                      | Tempo    |
| 500 m (dettagli)               | Liang Wenhao                                                        | 41"905   | Viktor An                                                                | 41"995   | Freek van der Wart                                                          | 42"027   |
| 1000 m (dettagli)              | Sin Da-woon                                                         | 1'30"374 | Sjinkie Knegt                                                            | 1'30"406 | Charles Hamelin                                                             | 1'40"094 |
| 1500 m (dettagli)              | Sin Da-woon                                                         | 2'27"062 | Kim Yun-jae                                                              | 2'27"101 | Charles Hamelin                                                             | 2'27"209 |
| 3000 m (dettagli)              | Kim Yun-jae                                                         | 4'54"178 | Sin Da-woon                                                              | 4'54"252 | Charles Hamelin                                                             | 4'54"333 |
| Staffetta 5000 m (dettagli)    | Canada Michael Gilday Charles Hamelin Olivier Jean Charle Cournoyer | 6'51"379 | Russia Vjačeslav Kurginjan Semën Elistratov Vladimir Grigor'ev Viktor An | 6'51"953 | Paesi Bassi Niels Kerstholt Daan Breeuwsma Freek van der Wart Sjinkie Knegt | 6'52"187 |
| Classifica generale (dettagli) | Sin Da-woon                                                         | 89 pt.   | Kim Yun-jae                                                              | 55 pt.   | Charles Hamelin                                                             | 39 pt.   |

### Donne
| Evento                         | Oro                                            | Tempo    | Argento                                                                   | Tempo    | Bronzo                                                   | Tempo    |
| 500 m (dettagli)               | Wang Meng                                      | 43"718   | Park Seung-hi                                                             | 43"852   | Fan Kexin                                                | 44"202   |
| 1000 m (dettagli)              | Wang Meng                                      | 1'31"549 | Jorien ter Mors                                                           | 1'31"609 | Elise Christie                                           | 1'32"281 |
| 1500 m (dettagli)              | Park Seung-hi                                  | 2'23"634 | Shim Suk-hee                                                              | 2'23"755 | Marianne St-Gelais                                       | 2'24"694 |
| 3000 m (dettagli)              | Shim Suk-hee                                   | 5'15"118 | Marianne St-Gelais                                                        | 5'15"762 | Jorien ter Mors                                          | 5'16"200 |
| Staffetta 3000 m (dettagli)    | Cina Zhou Yang Liu Qiuhong Wang Meng Fan Kexin | 4'14"104 | Canada Marie-Ève Drolet Valérie Maltais Marianne St-Gelais Jessica Hewitt | 4'15"106 | Giappone Yui Sakai Ayuko Itō Biba Sakurai Sayuri Shimizu | 4'15"680 |
| Classifica generale (dettagli) | Wang Meng                                      | 68 pt.   | Park Seung-hi                                                             | 58 pt.   | Shim Suk-hee                                             | 55 pt.   |

## Medagliere
| Pos.   | Paese         | Oro | Argento | Bronzo | Totale |
| ------ | ------------- | --- | ------- | ------ | ------ |
| 1      | Corea del Sud | 6   | 6       | 1      | 13     |
| 2      | Cina          | 5   | 0       | 1      | 6      |
| 3      | Canada        | 1   | 2       | 5      | 8      |
| 4      | Paesi Bassi   | 0   | 2       | 3      | 5      |
| 5      | Russia        | 0   | 2       | 0      | 2      |
| 6      | Giappone      | 0   | 0       | 1      | 1      |
| 6      | Gran Bretagna | 0   | 0       | 1      | 1      |
| Totale | Totale        | 12  | 12      | 12     | 36     |